# Infant Annihilator
Infant Annihilator — британський дезкор-гурт із Кінгстон-апон-Галл.  Гурт заснований 2012 року ударником Аароном Кітчером та гітаристом Едді Пікардом. Гурт відомий за їх технічний, еклектичний та екстремальний музичний стиль, пародійний ліричний зміст та чорний гумор, та відеокліпи з непристойними темами. 
Infant Annihilator часто описують як саме інтернет-гурт, хоча учасники неодноразово говорили про можливі гастролі. Проте на цей час колектив залишається студійним проєктом. Музичний стиль Infant Annihilator описують як дезкор та технічний дез-метал.

## Учасники
Теперішні учасники
- Аарон Кітчер — ударні (2012 — дотепер)
- Едді Пікард — гітара, бас-гітара (2012 — дотепер)
- Дікі Аллен — вокал (2014 — дотепер)

Колишні учасники
- Ден Вотсон — вокал (2012—2014)

## Дискографія
Студійні альбоми
- The Palpable Leprosy of Pollution (2012)
- The Elysian Grandeval Galèriarch (2016)
- The Battle of Yaldabaoth (2019)